# Pterotaea
Pterotaea is een geslacht van vlinders van de familie spanners (Geometridae), uit de onderfamilie Ennominae.

## Soorten
- P. albescens McDunnough, 1941
- P. campestraria McDunnough, 1941
- P. cariosa Hulst, 1896
- P. cavea Rindge, 1970
- P. cpmstocki Rindge, 1970
- P. crickmeri Sperry, 1946
- P. crinigera Rindge, 1970
- P. denticularia Dyar, 1907
- P. depromaria Grote, 1883
- P. eureka Grossbeck, 1912
- P. euroa Rindge, 1970
- P. expallida Rindge, 1976
- P. glauca Rindge, 1970
- P. imperdata Dyar, 1915
- P. lamiaria Strecker, 1899
- P. leuschneri Rindge, 1970
- P. lira Rindge, 1970
- P. macroceros Rindge, 1970
- P. melanocarpa Swett, 1916
- P. miscella Rindge, 1970
- P. newcombi Swett, 1914
- P. nota Rindge, 1959
- P. onscura Rindge, 1970
- P. plagia Rindge, 1970
- P. powelli Rindge, 1970
- P. salvatierrai Rindge, 1970
- P. sperryae McDunnough, 1938
- P. spinigera Rindge, 1976
- P. succurva Rindge, 1970
- P. systole Rindge, 1970